# Barichneumon rhenanus
Barichneumon rhenanus là một loài tò vò trong họ Ichneumonidae.